# Nem da Rocinha
Antônio Francisco Bonfim Lopes, conhecido como Nem ou Nem da Rocinha (Rio de Janeiro, 24 de maio de 1976), é um traficante de drogas brasileiro, ex-chefe do tráfico da Favela da Rocinha pelo Amigos dos Amigos, e atualmente membro do Terceiro Comando Puro.

## Biografia
Desde a morte de Erismar Rodrigues Moreira, o "Bem-Te-Vi", em uma operação bem planejada pela Polícia Civil em outubro de 2005, "Nem" e João Rafael da Silva, o "Joca", ambos compadres de "Bem-Te-Vi", assumiram o controle do tráfico local. Com a prisão de "Joca" tempos depois, "Nem" passou a dominar sozinho o comércio de entorpecentes na comunidade.
Ficou conhecido nacionalmente ao usar uma invasão por parte dos seus comparsas ao Hotel Intercontinental no bairro de São Conrado no Rio de Janeiro, para conseguir despistar a polícia e realizar a sua fuga.
Após diversas guerras e troca de poder na favela da Rocinha, Nem também ganhou reconhecimento dentro do tráfico, ao conseguir estabelecer sua facção definitivamente como controladora da comunidade.
Em janeiro de 2010, forjou a própria morte e o enterro a fim de escapar do cerco policial, o que não deu certo, pois a Polícia Civil descobriu a tempo.
Em fins de 2011, às vésperas da ocupação da Rocinha para a instalação de uma Unidade de Polícia Pacificadora — UPP, era o traficante mais procurado no Rio de Janeiro. e por informações que levassem à sua captura, foi oferecida recompensa de cinquenta mil reais.
No dia 9 de novembro de 2011, a polícia conseguiu prendê-lo, enquanto tentava fugir do cerco realizado à Rocinha.
Ganhou muita notoriedade o relacionamento que manteve com Danúbia de Souza Rangel, a "xerifa" da Rocinha, que chegou a ser presa logo após a prisão de "Nem", mas foi libertada após alguns meses, porque o juiz entendeu que não havia provas conclusivas dos crimes de associação para o tráfico e lavagem de dinheiro, dos quais era acusada. Durante o comando de "Nem" como chefe do tráfico na comunidade, Danúbia mantinha um alto padrão de vida, com direito a roupas de grife, joias e implantes de silicone. A casa do casal possuía visão privilegiada de toda a favela, da Praia de São Conrado e das principais vias de acesso à comunidade. No interior, móveis e aparelhos eletrodomésticos de luxo. Com a implantação da UPP na Rocinha, a residência passou a ser um ponto de reuniões e observatório da Polícia Militar. Pouco tempo após obter a liberdade, Danúbia sofreu um terrível baque. Sua filha com Luiz Fernando Sales da Silva, o "Mandioca", também traficante, morto em 2003, viria a falecer, com apenas quatorze anos de idade, vítima de mal súbito. Seu nome era Beatriz Rangel.
Em junho de 2016 ganhou uma biografia escrita pelo jornalista inglês Misha Glenny, após uma série de entrevistas que Nem o concedeu na cadeia. O livro, chamado "O dono do Morro — Um homem e a batalha pelo Rio", narra a vida do traficante da chegada à favela da Rocinha até sua prisão em 2011.
Por meio de uma investigação apurada pelo Ministério Público do Estado de Minas Gerais, descobriu-se vínculo de amizade entre Nem e o ex-goleiro Bruno Fernandes de Souza. Segundo a investigação, Nem tinha Bruno como seu "garoto-propaganda". A amizade com o goleiro garantia ao traficante forte influência nos setores fora da comunidade. Entre os inúmeros processos criminais, Nem responde pelos homicídios e ocultação dos cadáveres de duas jovens.
A plataforma HBO Max fará um documentário sobre o livro: o Dono do Morro e em breve, estará na streaming no ano de 2023.